# Hrdovická
Hrdovická je národní přírodní rezervace v katastrálním území obce Nitrianska Streda v okrese Topoľčany v Nitranském kraji na Slovensku. Území bylo vyhlášeno v roce 1982 a jeho rozloha je 30,03 hektaru. Předmětem ochrany je geomorfologicky, biologicky a krajinářský hodnotné území v pohoří Tribeč s výskytem skalních a lesostepních rostlin a společenstev na křemencích.